# Björn Þórðarson
Björn Þórðarson (født 6. februar 1879, død 25. oktober 1963) var en islandsk jurist, der var Islands statsminister fra 16. december 1942 til 21. oktober 1944 som leder af den såkaldte "utanþings stjórninn" ("udentingsregering"); en regering af politikere, eksperter og embedsmænd, som Islands regent Sveinn Björnsson nedsatte for at føre det amerikanskbesatte Island gennem 2. Verdenskrig. Udover statsministerposten varetog Björn Þórðarson en række andre ministerier i regeringen. Efter sin afgang som statsminister involverede han sig aldrig siden i politik.
Han studerede jura ved Københavns Universitet samtidig med senere statsminister Einar Arnórsson og Sveinn Björnsson, og kendte dem begge personligt. Han blev cand.jur. i 1906 og tog doktorgraden i 1926 fra Islands Universitet på en retshistorisk afhandling med titlen "Refsivist á Íslandi 1761-1925".
Björn Þórðarson stillede op til Altinget for Fremskridtspartiet i Borgarfjarðarsýsla i 1927, men tabte valget til Pétri Ottesen. 

## Statsminister og løsrivelse fra Danmark
Forholdet til Danmark og samarbejdet med den amerikanske besættelsesmagt var de to dominerende temaer for regeringen. I spørgsmålet om forholdet til Danmark efter udløbet af den dansk-islandske forbundstraktat i slutningen af 1943 var Björn Þórðarson tilhænger af at opsige forbindelsen til det danske rige ved hjælp af aftaler, og ikke ved ensidig islandsk løsrivelse. Efter overvældende flertal ved en folkeafstemning erklærede Island sig dog for en uafhængig republik 17. juni 1944 med Sveinn Björnsson som første præsident.
Island var helt afhængigt af USA, og regeringen strakte sig langt for at imødekomme amerikanernes ønsker. Björn Þórðarsons regering blev populært kaldet Coca Cola-regeringen, da to af hans ministre i 1943 blev franchisetagere for amerikanske virksomheder: udenrigs- og industriminister Vilhjálmur Þór fra Fremskridtspartiet for ESSO, og finansminister Björn Ólafsson som distributør af Coca Cola i Island.

## Ministerposter
- Stats-, sundheds- og kirkeminister 1942-1944
- Socialminister 1943-1944
- Justits- og undervisningsminister 1944